# Côm Đắk Lắk
Côm Đắk Lắk hay còn gọi côm đắc lắc (danh pháp khoa học: Elaeocarpus darlacensis) là một loài thực vật có hoa trong họ Côm. Loài này được Gagnep. mô tả khoa học đầu tiên năm 1943.